# Joaquín Gutiérrez (Fußballspieler)
Joaquín Ignacio Gutiérrez Jara (* 4. Juli 2002 in Chiguayante) ist ein chilenischer Fußballspieler. Der Außenverteidiger steht aktuell beim CD Huachipato unter Vertrag.

## Karriere

### Im Verein
Gutiérrez wurde in der zentralchilenischen Stadt Chiguayante geboren. Er wurde in der Nachwuchsabteilung des CD Huachipato aus dem nahen Talcahuano ausgebildet. Dort durchlief er alle Jugendmannschaften. Seit der Saison 2020 gehört der dem Kader der ersten Mannschaft in der Primera División an. Er debütierte in der höchsten chilenischen Spielklasse am 25. September 2020 beim 1:1-Unentschieden gegen Deportes La Serena. Von diesem Spiel an war er auf der Position des Rechtsverteidigers gesetzt und spielte in fast jedem Spiel über die volle Spielzeit. Beim 4:0-Sieg gegen die Santiago Wanderers am 16. Januar 2021 konnte er außerdem sein erstes Tor in der Liga erzielen. In der Saison 2021 kam er auch regelmäßig zum Einsatz, ab der Saison 2022 war er dann wieder fester Stammspieler in der Verteidigung von Huachipato.

### In der Nationalmannschaft
2019 wurde Gutiérrez in den Kader der chilenischen U-17-Nationalmannschaft für die U-17-Südamerikameisterschaft in Peru berufen, kam im Verlauf des Turniers jedoch zu keinem Einsatz. Später kam er in einem Freundschaftsspiel zum Einsatz. 2020 wurde er in den Kader der U-20-Nationalmannschaft berufen und war beim 2:1-Sieg gegen Peru auch der Kapitän seiner Mannschaft. Im Jahr 2021 wurde er in ein Trainingslager der Chilenischen Fußballnationalmannschaft mitgenommen, ohne in einem Länderspiel zum Einsatz zu kommen.
Beim vorolympischen Turnier 2024 lief er für die U23-Nationalmannschaft auf.

## Erfolge
Huachipato
- Chilenischer Meister: 2023

## Sonstiges
Sein jüngerer Bruder Maximiliano Gutiérrez ist ebenfalls Profifußballspieler.